# Pavuna
Pavuna es un barrio de la ciudad de Río de Janeiro, Brasil. Se ubica en la zona norte de la ciudad y limita con los barrios de Anchieta, Guadalupe, Costa Barros, Coelho Neto, Acari, Irajá, Jardim América y Parque Columbia, y también con el municipio de São João de Meriti y sus barrios Parque Araruama (Parque Analândia y Parque Juriti), Centro, Engenheiro Belford y São Mateus. El barrio posee una de las mayores poblaciones entre los barrios cariocas.
Su Indice de Desarrollo Social (IDS), en el año 2000, era de 0,540, ocupando el puesto 121º entre 158 zonas analizadas en el municipio de Rio de Janeiro.